# Palacio Hirmas
El Palacio Hirmas es una construcción del centro de la ciudad chilena de Concepción.
Situado en la intersección de las calles Diego Barros Arana y Colo-Colo, fue diseñado por los arquitectos Edgardo Figueroa e Israel de la Barra. Posee la categoría de Inmueble de conservación histórica.

## Historia
El Palacio Hirmas se terminó de construir en 1925, siendo una de las últimas edificaciones importantes en Concepción previas a la Gran Depresión, cuando la ciudad aún poseía cierta independencia económica de la capital Santiago.
Luego del Terremoto de Chillán de 1939 que afectó a la ciudad, parte de la fachada del palacio sufrió graves daños. El edificio fue adquirido por la multitienda Johnson, la cual reparó los daños, retirando la cúpula que lo caracterizaba. El 1 de junio de 2006, un incendió afectó al edificio, siendo posteriormente restaurado, alcanzando esta vez características similares a las que poseía antes del sismo de 1939.
Años más tarde, debido al Terremoto de Chile de 2010 que afectó a la zona, el edificio sufrió un fuerte derrumbe de su cúpula y estructura exterior. Posteriormente la fachada fue restaurada, siguiendo su estructura previa al terremoto.

## Descripción
El edificio corresponde a una obra representante del estilo neoclásico, destinada en un principio a albergar, en el primer nivel, almacenes lujosos, y en los superiores, residencias familiares. Una de sus características principales es su cúpula rematada en una aguja. Esta cúpula ha debido ser restaurada en variadas ocasiones producto de los terremotos que han afectado la zona y un incendio en 2006.